# Rừng mưa

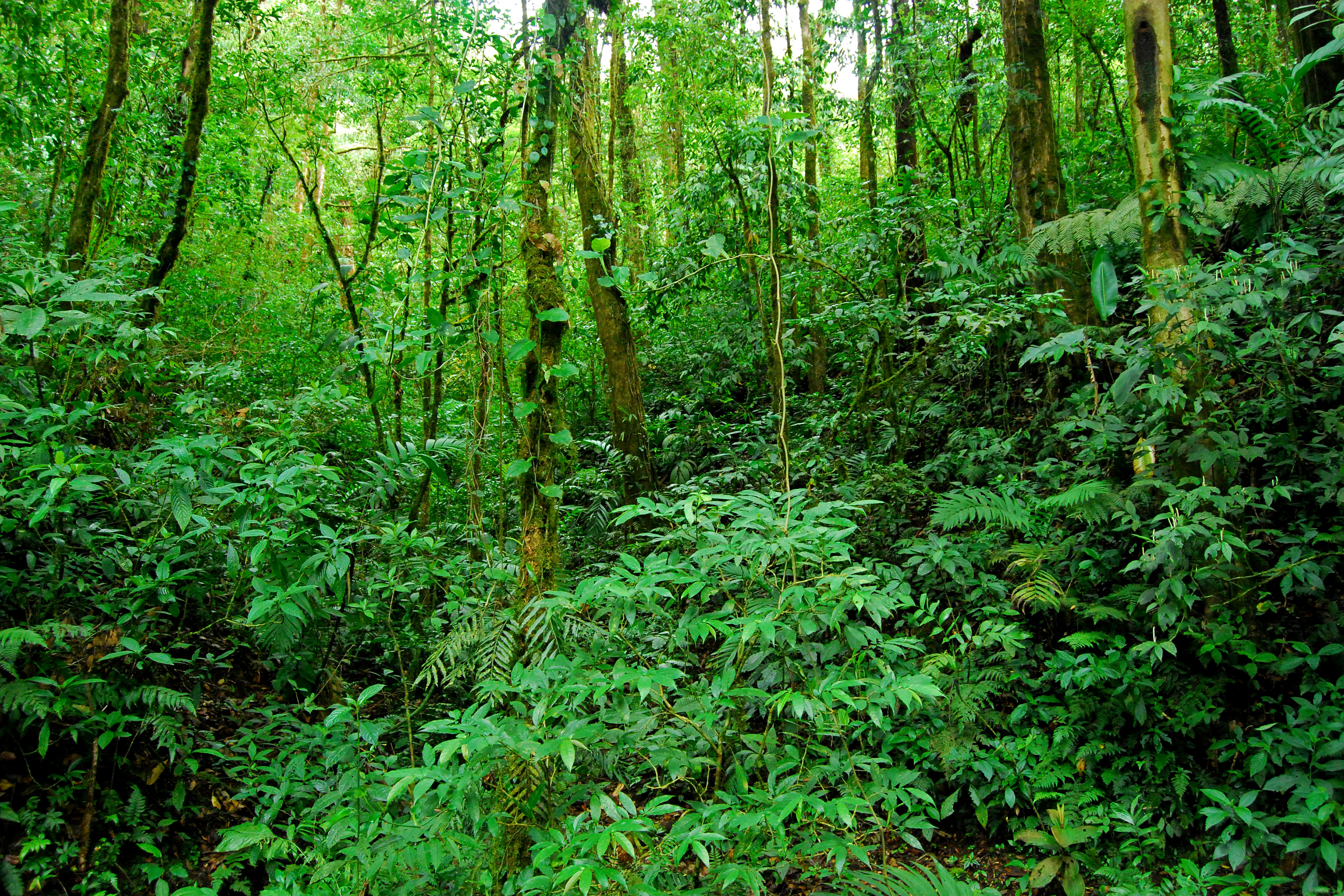
Rừng mưa nhiệt đới ở Trung Mỹ

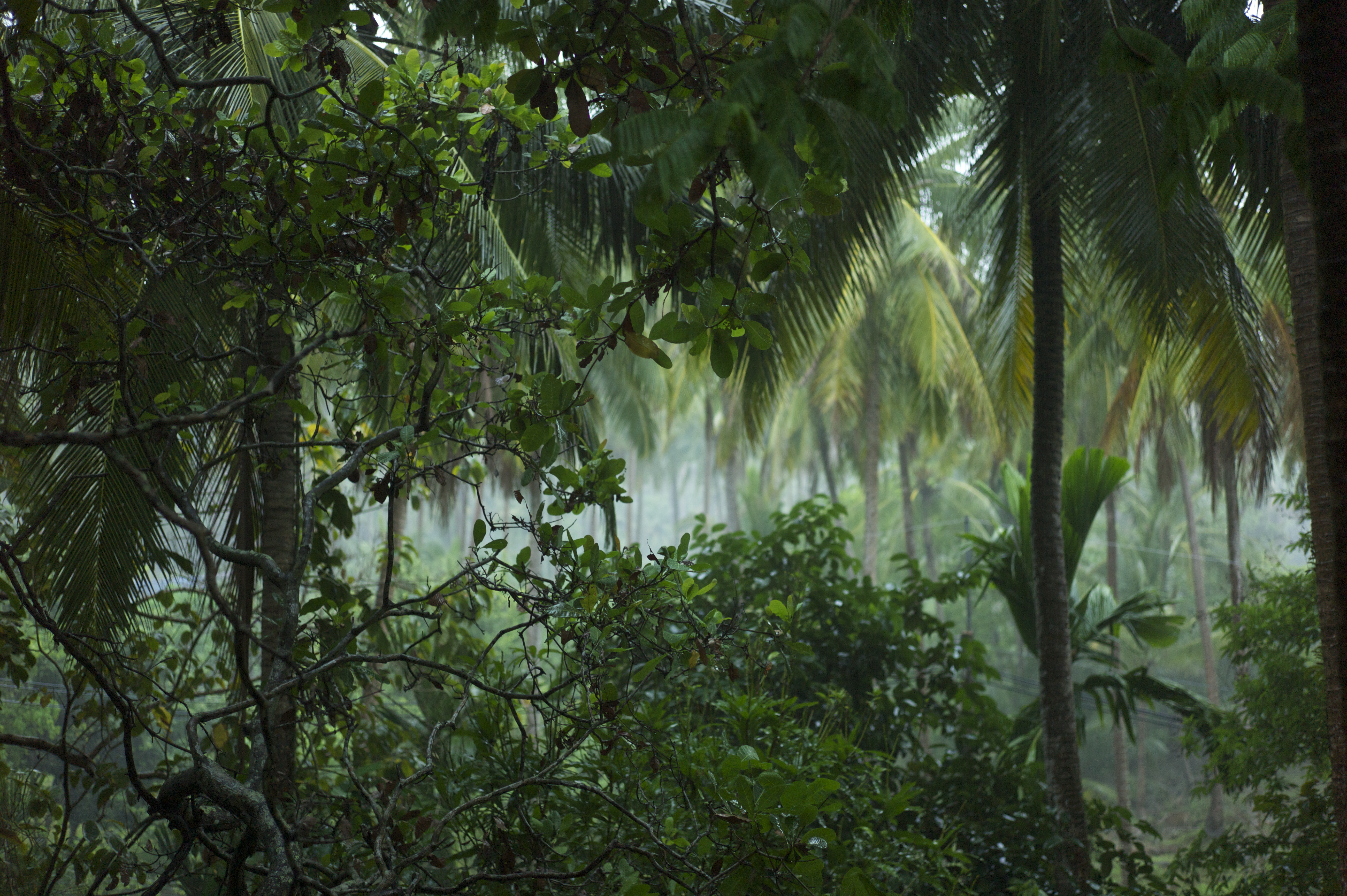
Rừng mưa nhiệt đới ở Thái Lan

Rừng mưa là một quần lạc thực vật kín tán do cây gỗ chiếm ưu thế, xuất hiện dưới điều kiện có độ ẩm dồi dào. Rừng mưa thông thường có hai tầng cây gỗ và cây bụi hoặc nhiều hơn nữa, các tầng phiến tùy thuộc có dạng sống khác nhau. Thực vật đặc trưng của rừng mưa bao gồm thảm thực vật của miền nhiệt đới ẩm ngay cả nơi có chế độ khí hậu đã phân mùa, thực vật vùng cao ẩm ướt của miền nhiệt đới và á nhiệt đới, thực vật nơi khí hậu có phần nào là khí hậu hải dương.

## Phân chia rừng mưa

### Quần hệ rừng mưa nhiệt đới

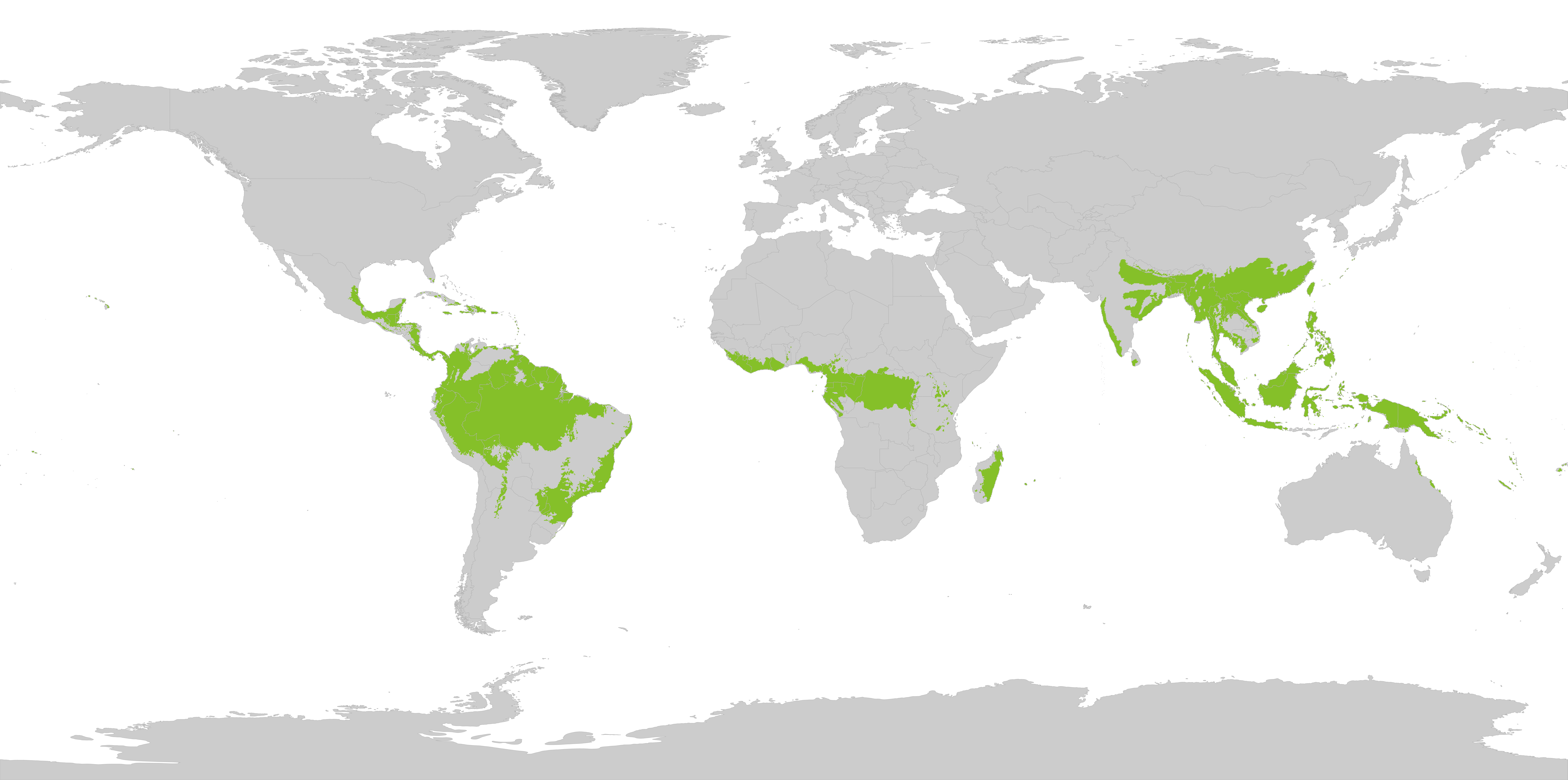
Phân bố của các khu rừng mưa nhiệt đới trên thế giới

Rừng mưa nhiệt đới là một dạng quần hệ thực vật của rừng mưa, được phần bổ ở gần xích đạo. Dạng quần hệ này được bắt gặp ở Đông Nam Á, Papua New Guinea, phía bắc và đông lục địa Australia, châu Phi cận Sahara từ Cameroon đến Congo, Nam Mỹ, (rừng mưa Amazon), Trung Mỹ (Bosawás, phía nam bán đảo Yucatán-El-Peten Belize-Calakmul), và trên nhiều của các đảo Thái Bình Dương (như là Hawaii).
Rừng mưa nhiệt đới được phân chia thành các quần hệ phụ: Rừng mưa xích đạo, rừng mưa phân mùa thường xanh, rừng mưa nửa thường xanh, rừng mưa hạn sinh, rừng mưa á sơn địa, rừng mưa đầm lầy, rừng mưa á nhiệt đới
Xem thêm bài Rừng mưa nhiệt đới.

### Quần hệ rừng mưa ôn đới

Phân bố của các khu rừng mưa ôn đới trên thế giới

Rừng mưa ôn đới là dạng rừng mưa trong vùng khí hậu ôn đới. Chúng có thể được tìm thấy ở Bắc Mỹ, tại châu Âu (Anh, các hòn đảo nhỏ khu vực ven biển của Ai-len, và Scotland, phía nam Na Uy, phần phía tây Balkan dọc theo bờ biển Adriatic, cũng như trong Tây Bắc của Tây Ban Nha và các khu vực ven biển phía Đông của Biển Đen, bao gồm các vùng ven biển Gruzia và Thổ Nhĩ Kỳ), và ở Đông Á (ở phía nam Trung Quốc, Đài Loan, nhiều của Nhật Bản và Hàn Quốc, và trên đảo Sakhalin và kế bên bờ biển cực Đông Nga), và cũng có ở Úc và New Zealand.
Rừng mưa ôn đới được phân chia thành các quần hệ phụ: Rừng mưa ôn đới mát, rừng mưa ôn đới ấm, rừng mưa miền núi.
Xem thêm bài: Rừng mưa ôn đới

## Cấu trúc rừng mưa
Một rừng mưa điển hình thường được chia ra làm bốn tầng đó là tầng vượt tán, tầng tán rừng, tầng dưới tán và tầng thảm tươi. Mỗi tầng rừng có những loại sinh vật đặc trưng khác nhau thích nghi với một khu vực không gian nhất định.

### Tầng vượt tán
Tầng vượt tán bao hàm một số lượng nhỏ các loại cây gọi là cây vượt tán. Các thực vật này mọc cao hơn tán rừng rất nhiều với chiều cao trung bình là 45-55 mét, cá biệt có những cây cao tới 70-80 mét. Những thực vật này có khả năng chịu nắng tốt cũng như có cấu trúc vững vàng để không bị đổ trước giông bão. Các loài động vật sống trong tầng này có thể kể tới như đại bàng, bướm, dơi và một số loài khỉ.

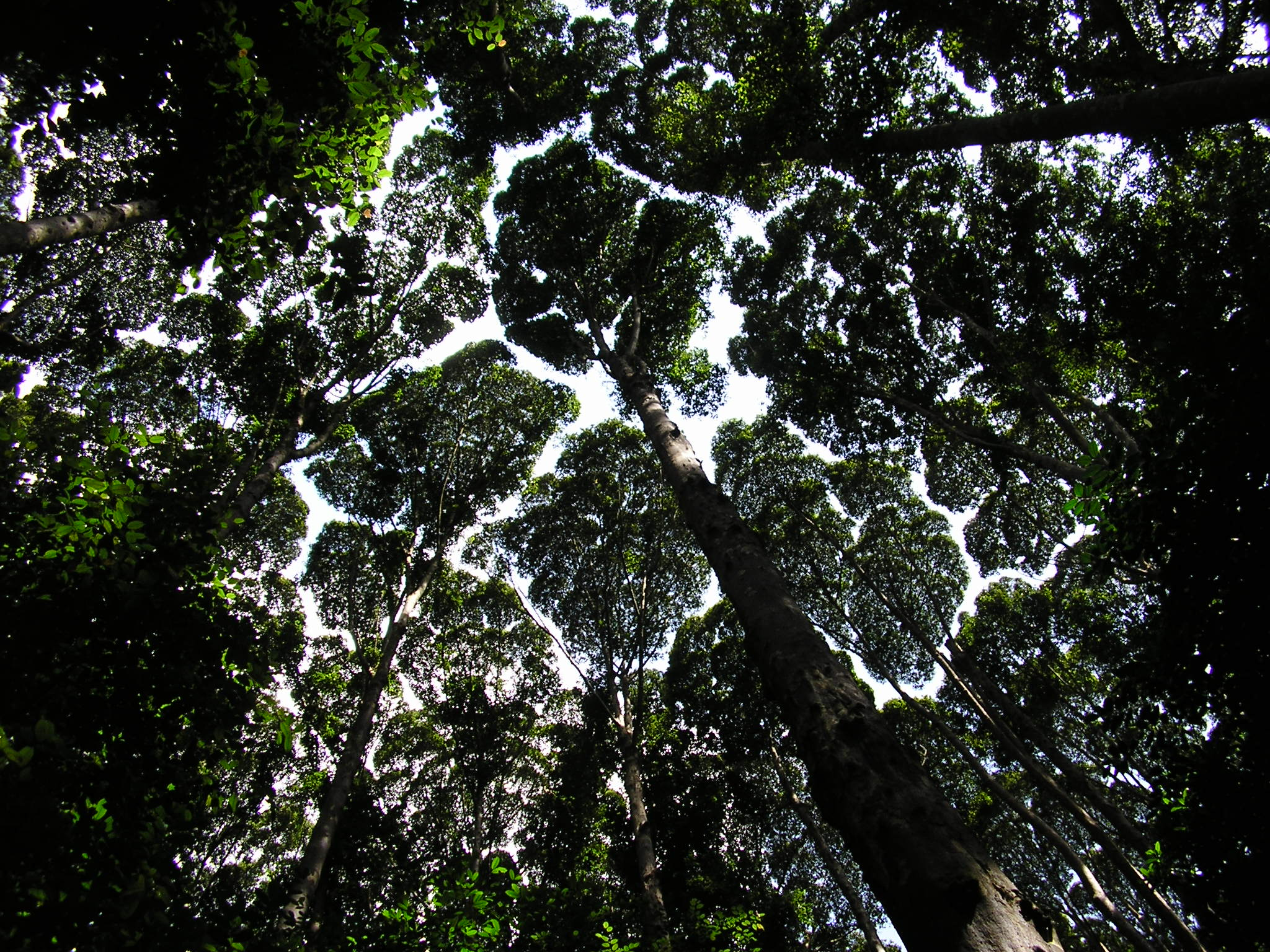
Tán rừng tại Viện nghiên cứu rừng Malaysia.

### Tầng tán rừng
Tầng tán rừng bao hàm đa số các loài cây gỗ lớn, thường có chiều cao từ 30-45 mét. Đây là khu vực có mật độ đa dạng sinh học cao nhất và có tán lá che phủ gần như tạo thành một mảng liên tục. Theo ước tính, tầng này bao hàm chừng 50 phần trăm số loài thực vật, điều này cho phép phỏng đoán rằng phân nửa số cá thể sống trên trái đất có thể được tìm thấy ở đây. Trong tầng này, các thực vật biểu sinh bám vào thân cây và các cành cây, hấp thu hơi nước và khoáng chất từ không khí và các vụn cặn hữu cơ từ cây chủ. Quần động vật ở đây cũng tương tự như ở tầng vượt tán, nhưng mức độ đa dạng cao hơn. Một số loài động vật có thể kể đến như rắn, cóc cây và chim toucan. Giới khoa học từ lâu đã phỏng đoán về sự phong phú của tầng tán rừng dưới tư cách là một môi trường sống, tuy nhiên các dự án khảo sát về vấn đề này chỉ mới được thực hiện gần đây. Từ năm 1917, nhà tự nhiên học William Beebe đã tuyên bố rằng "một đại lục mới về sự sống vẫn còn chờ được khám phá, không phải trên mặt đất, mà nằm trên nó từ một đến hai trăm foot, có diện tích hơn hàng nghìn dặm vuông." Những cuộc nghiên cứu thật sự về tầng tán rừng chỉ mới bắt đầu vào thập niên 1980, khi giới khoa học đã phát triển các phương pháp giúp tiếp cận các tán cây cao tỉ như dùng nỏ bắn dây thừng lên cây. Công cuộc nghiên cứu tán rừng vẫn còn trong giai đoạn chập chững, nhưng nhiều phương pháp tiếp cận khác như dùng khinh khí cầu hay khí cầu lái đã giúp các nhà khoa học bay lên các vị trí của những tán cây cao, đồng thời việc sử dụng cần trục và xây dựng các cầu đi bộ băng qua các ngọn cây cũng đạt hiệu quả tương tự. Việc sử dụng các khí cụ bay như vậy được gọi là dendronautics.

### Tầng dưới tán
Tầng dưới tán tọa lạc ở giữa tầng tán rừng và tầng thảm tươi. Chúng là nơi cư ngụ của một số loài chim, rắn, bò sát cũng như các loài động vật săn mồi như báo đốm Mỹ, trăn Nam Mỹ và báo hoa mai. Các loài côn trùng cũng khá phong phú. Chỉ có chừng 5 phần trăm ánh sáng chui được xuống dưới đây và vì vậy lá của các loài cây ở tầng này có kích thước lớn hơn nhiều so với tầng tán. Các loài cây của tầng này ít khi cao quá 4 mét. Một số loài cây con của tầng tán là cây ưa bóng và có thể sống được ở tầng này trước khi chúng mọc lên đến tán. Tầng dưới tán cũng được gọi là tầng cây bụi mặc dù trong nhiều trường hợp cây bụi có thể được phân vào một tầng riêng.

### Tầng thảm tươi

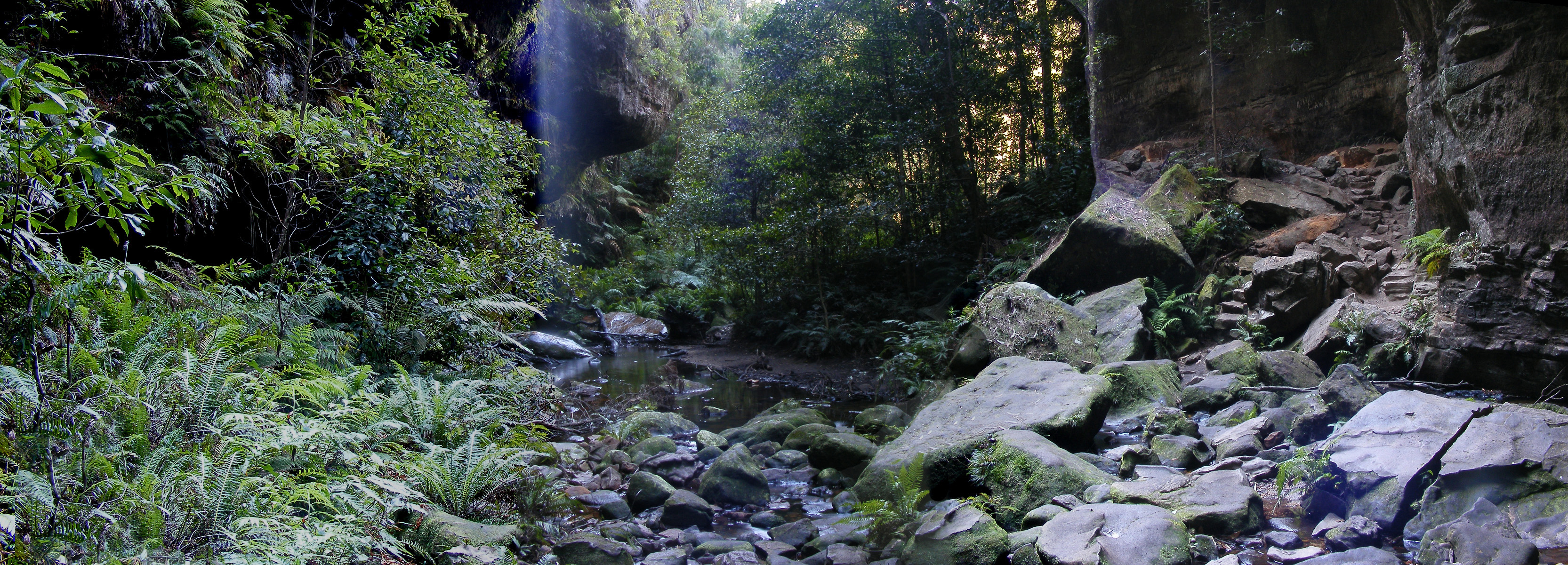
Cảnh một rừng mưa ở Australia

Tầng thảm tươi nằm ở khoảng không gian sát mặt đất nhất và chỉ nhận được chừng 2 phần trăm ánh sáng. Vì vậy chỉ có các cây thích nghi với điều kiện ít ánh sáng - các cây ưa bóng hay cây chịu bóng mới có thể sinh trưởng tốt trong tầng này. Ở các khu vực bờ sông, đầm lầy và các khoảng không gian hở nơi không có cây gỗ lớn tồn tại thì thảm thực vật ở tầng này khá dày, nhưng ở các nơi khác thì tình hình hoàn toàn ngược lại do ánh sáng đã bị các thực vật tầng trên chiếm hữu gần hết. Tầng này cũng bao hàm những mảnh vụn hữu cơ tạo ra do sự thối mục của các bộ phận cây cối và động vật - những vụn hữu cơ này phân hủy tương đối nhanh trong điều kiện nóng ẩm của rừng mưa. Nhiều loại nấm cũng đóng góp vào quá trình phân hủy này.